# Eynsham Challenger (manzana)
Eynsham Challenger es una  variedad cultivar de manzano (Malus domestica).
Variedad de manzana híbrido procedente del cruce Blenheim Orange x Lord Derby. Criado en Eynsham, Oxford, Inglaterra por F.W. Wastie. Recibido por "National Fruit Trials" en 1935. Las frutas tienen una pulpa bastante dura con un sabor ácido.

## Historia
'Eynsham Challenger' es una variedad de manzana híbrido procedente del cruce como Parental-Madre de Blenheim Orange y como Parental-Padre el polen procede de Lord Derby. Esta fue una de las 14 variedades desarrolladas por el criador de manzanas Frederick William Wastie (1857-1937) en Eynsham, Oxford, Inglaterra (Reino Unido). Lanzado a los circuitos comerciales en 1935.
'Eynsham Challenger' se cultiva en la National Fruit Collection con el número de accesión: 1960-042 y Accession name: Eynsham Challenger.

## Características
'Eynsham Challenger' es un árbol portador de espuelas, con porte esparcido compacto y vertical. Tiene un tiempo de floración que comienza a partir del 8 de mayo con el 10% de floración, para el 12 de mayo tiene una floración completa (80%), y para el 21 de mayo tiene un 90% de caída de pétalos.
'Eynsham Challenger' tiene una talla de fruto de grande a muy grande; forma redondeada a redondo cónico, altura 90.58mm y anchura 99.78mm; con nervaduras fuertes, y corona de fuerte a muy fuerte; epidermis con color de fondo verde que madura a amarillo, importancia del sobre color medio, con color del sobre color naranja, con sobre color patrón chapas / rayas, presentando chapa de anaranjado pálido sonrojado en la cara expuesta al sol, "russeting" (pardeamiento áspero superficial que presentan algunas variedades) bajo; cáliz pequeño y cerrado, asentado en una cuenca poco profunda y estrecha, de nervaduras y rodeada por una corona nudosa; pedúnculo delgado y largo, colocado en una cuenca profunda y en forma de embudo, rodeado por una mancha de "russeting" con rayos en el hombro; carne de color verdoso, de grano grueso, vivaz y de sabor suave.
Su tiempo de recogida de cosecha se inicia a principios de octubre. Se conserva bien durante tres meses en cámara frigorífica.

## Usos
De uso preferentemente en cocina pues hace una salsa cremosa. También se consume como manzana fresca de mesa y añadida en la elaboración de sidra.

## Ploidismo
Diploide, parcialmente auto estéril. Es necesaria una polinización con variedades del Grupo de polinización: D, Día 15.